# 漢密爾頓 (德克薩斯州)
漢密爾頓（英語：Hamilton）是一個位於美國德克薩斯州漢密爾頓縣的城市。根據2010年美國人口普查，該地共人口3095人，而該地的面積約為7.94平方千米。同時該地也是漢密爾頓縣的縣治。

## 地理
漢密爾頓的座標為31°42′12″N 98°07′13″W / 31.70333°N 98.12028°W，而該地的平均海拔高度為356米（即1168英尺）。